# Andrew Redmayne
Andrew James Redmayne (sinh ngày 13 tháng 1 năm 1989) là một cầu thủ bóng đá chuyên nghiệp người Úc thi đấu ở vị trí thủ môn cho câu lạc bộ Sydney FC ở A-League và đội tuyển quốc gia Úc.